# Agathe Max
Agathe Max (* um 1980) ist eine französische Geigerin und Komponistin, die hauptsächlich im Bereich experimenteller und improvisierter Musik tätig ist.

## Wirken
Max, die aus Lyon stammt, erhielt eine zehnjährige Ausbildung in klassischer Musik und studierte Violine am Conservatoire national de Bourgoin-Jallieu, wo sie 1995 abschloss. Später kam sie mit improvisierter Musik und der experimentellen Szene in Berührung. 2015 graduierte sie in elektroakustischer Komposition.
Max ist mittlerweile ein fester Bestandteil der Londoner Improvisations- und Experimentalmusikszene. Sie kreiert mit ihrem Instrumentarium Klanglandschaften, in die sie Effekte, Loops und Feldaufnahmen einbaut. Sie arbeitete mit einer Reihe anderer experimenteller Musiker wie Rhys Chatham, Carla Bozulich, Alexander Tucker, Lucio Capece, David Daniell, Yōko Higashi, Animal Hospital, Melt-Banana und mit Tänzern wie Juha Marsalo und Carolyn Carlson zusammen. Vorrangig improvisiert sie derzeit mit Musikern wie Valentina Magaletti, Natalia Beylis und Charles Hayward.
Max ist auf dem Supersonic Festival, Roadburn, ISSUE Project Room und dem Genfer Electron Festival aufgetreten. Aus ihrer Begegnung mit dem Schlagzeuger und Komponisten Jonathan Kane entwickelte sich die Zusammenarbeit mit dem Plattenlabel Table of the Elements, bei dem sie 2008 ihr drittes Album This Silver String veröffentlichte. Es wurde von der Kritik hoch gelobt und auf Tourneen in den USA und Europa vorgestellt. In ihrem elektronischen Projekt Ofield schuf sie unter Einbezug von Umgebungsgeräuschen eine Klanglandschaft für ein imaginäres Land. Ihr Werk Shadoww (2023) ist eine Meditation über Schattenarbeit, eine psychotherapeutische Praxis, die darauf abzielt, das im Unbewussten Verborgene sichtbar zu machen. Bei den Late Junction Sessions von BBC Radio 3 arbeitete sie 2024 mit der mongolischen Sängerin Enji zusammen. Auch nahm sie mit Abstract Concrete, Kuro, Mésange, Papivores und Yama Warashi auf.

## Diskographische Hinweise
- Solace the Grizzly (2006)
- Sonic Live, 2007, (Angry Ballerina Records, 2007)
- This Silver String (Xeric/Table of the Elements, 2008)
- Dangerous Days (Inglorious Records, 2012)
- A Gypsy in a Church (Greasy Trucker Records, 2016)
- Rêves Perdus (Modern Aviation, 2019)
- Agathe Max & Natalia Beylis: The Garden of Paradise (Fort Evil Fruit, 2019)
- Shadoww (Bandcamp, 2023)